# Cosgriffius
Cosgriffius is een geslacht van uitgestorven Temnospondyli binnen de familie Trematosauridae. Hij werd in 1993 beschreven door Samuel Paul Welles op basis van een enkele gedeeltelijke schedel, holotype  UCMP 112135, van de bekende Meteor Crater Quarry (Vroeg-Trias, Moenkopiformatie) in Arizona, die ook meer overvloedige overblijfselen van de capitosauriër Wellesaurus peabodyi voortbracht. De schedel was lang en slank, kenmerken die typisch worden geassocieerd met de trematosauride onderfamilie Lonchorhynchinae. Dit is de enige trematosauride die bekend is uit het westen van Noord-Amerika.